# Braine-l'Alleud

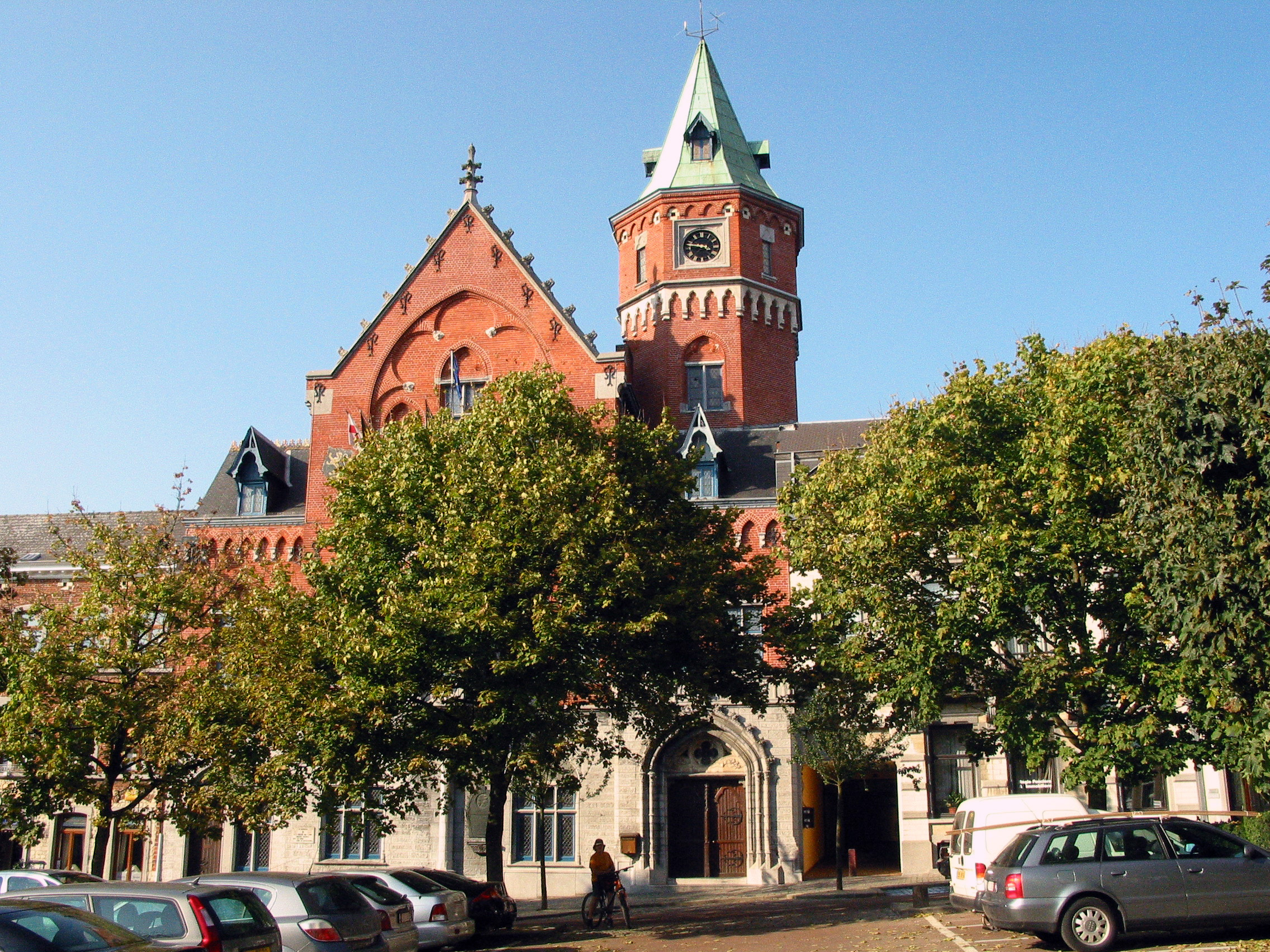
Rådhuset i Braine-l'Alleud

Braine-l'Alleud (vallonska Brinne-l'-Alou, nederländska Eigenbrakel) är en kommun i den franskspråkiga provinsen Vallonska Brabant i Belgien. Den består av tre ortsdelar: Braine-l'Alleud, Lillois-Witterzée och Ophain-Bois-Seigneur-Isaac.
Braine är ett gammalt namn för bäcken Hain, som har sin källa i Lillois-Witterzée.

## Historia

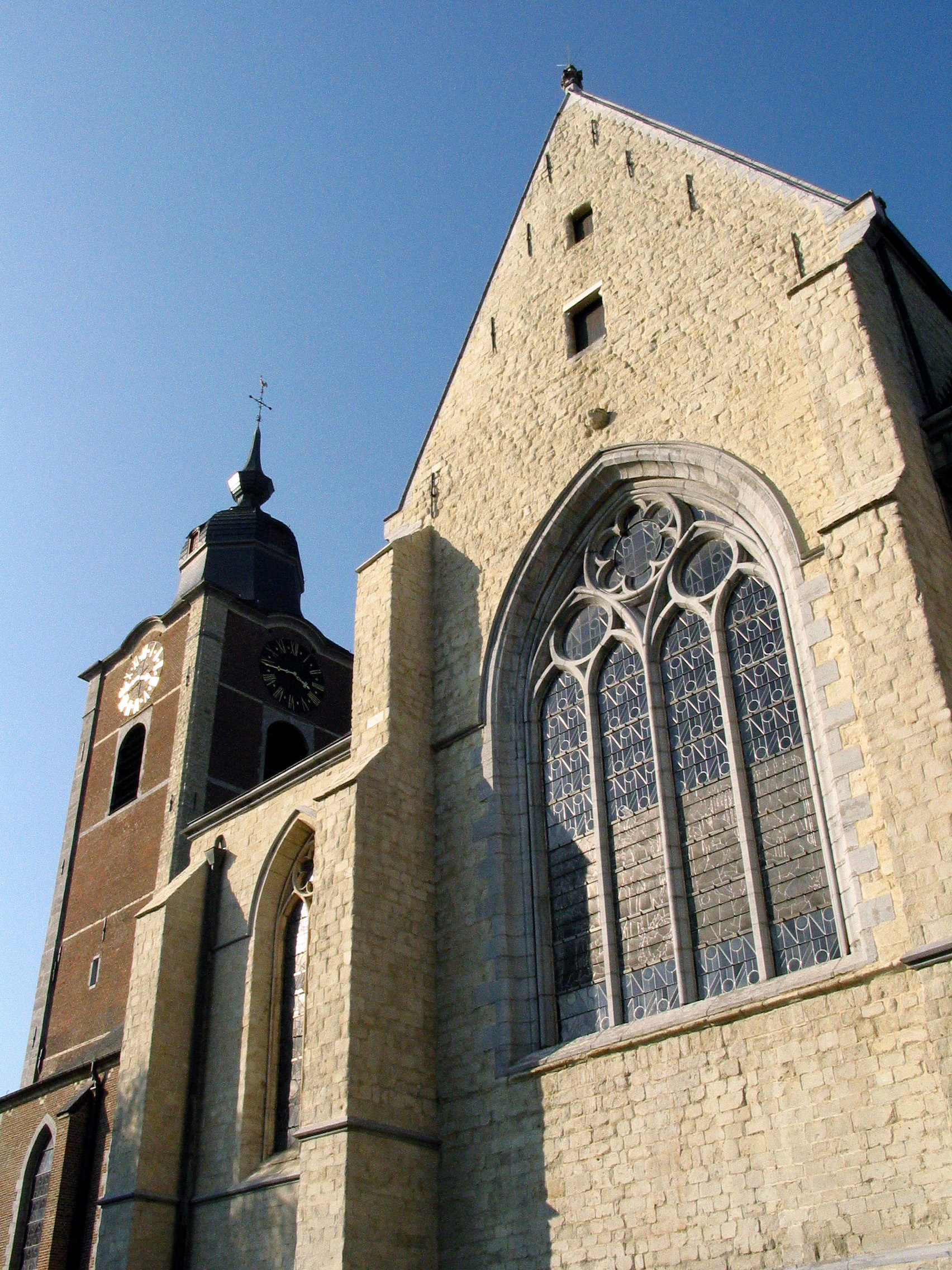
Kyrkan Saint Etienne

Braine-l'Alleuds område beboddes redan under neolitiska tiden. På 1100-talet nämndes orten för första gången i legenden om den helige Vibert (Saint Guibert) som grundade klostret i Gembloux.
Slaget vid Waterloo 1815 ägde delvis rum i Braine-l'Alleud. Saint Etienne-kyrkan användes då som lasarett. Det berömda lejonet från Waterloo, som förmodligen markerar platsen där prinsen av Oranien blev skadad, finns i denna kommun. Själva Waterloo tillhörde Braine-l'Alleud till franska revolutionen 1795.
Sedan 1977 omfattar Braine-l'Alleud Lillois-Witterzée och Ophain-Bois-Seigneur-Isaac. Byarna Ophain och Bois-Seigneur-Isaac sammanlades 1811, Lillois och Witterzée regrupperades till Lillois-Witterzée året 1823.

## Vänorter
Braine-l'Alleud har fem vänorter: Ouistreham Riva-Bella i Frankrike sedan 1954, Menden i Tyskland och Basingstoke and Deane i Storbritannien sedan 1978, Drummondville i Kanada sedan 1985 och Slapanice i Tjeckien sedan 2005.

## Personligheter
- Désiré-Joseph Mercier (1851–1926), belgisk Kardinal
- Gaston Reiff (1921–1992), belgisk olympiasegrare i friidrott
- Paul-Henri Spaak, belgisk politiker